# Coenosia tausa
Coenosia tausa är en tvåvingeart som beskrevs av Huckett 1934. Coenosia tausa ingår i släktet Coenosia och familjen husflugor.
Artens utbredningsområde är Kalifornien. Inga underarter finns listade i Catalogue of Life.